# Кандалова, Лариса Васильевна
Лари́са Васи́льевна Канда́лова (20 марта 1950, Киров, РСФСР, СССР — 3 августа 2007, Москва, Россия) — советская и российская певица, музыкальный педагог. Лауреат VI Всесоюзного конкурса артистов эстрады (Ленинград, 1979), заслуженная артистка Узбекской ССР. Первая жена советского актёра Талгата Нигматулина.

## Биография
Родилась в семье служащих (отец Василий Николаевич Кандалов — заместитель начальника производства на кировском заводе «Лепсе», мать Валентина Петровна Кандалова — сотрудница представительства заказчика). Окончила детскую музыкальную школу № 2 в Кирове, Кировское училище искусств по классу фортепиано. В 1970—1972 годах училась на фортепианном отделении Горьковской консерватории, затем перевелась в Ташкентскую консерваторию. Дебютировала как эстрадная исполнительница в горьковском студенческом ансамбле «Бригантина». В 1971 году приняла участие во всесоюзном телевизионном конкурсе «Алло, мы ищем таланты!», где познакомилась с узбекским ансамблем «Ялла», в составе которого выступала до 1978 года. В 1972 году вышла замуж за актёра, каскадёра и каратиста Талгата Нигматулина, но вскоре после рождения в 1976 году дочери Урсулы брак распался. В 1975 году окончила консерваторию. Работала солисткой телевидения Узбекской ССР. В 1979 году участвовала в VII Международном фестивале молодёжной песни «Красная гвоздика» (Сочи); победила на VI Всесоюзном конкурсе артистов эстрады в Ленинграде. В августе того же года совместно с белорусским ансамблем «Верасы» сопровождала Дина Рида в гастрольной поездке по Сибири и трассе Байкало-Амурской магистрали. В 1982 году, получив приглашение работать в Росконцерте, переехала на постоянное жительство в Москву. Выступала с Государственным эстрадно-симфоническим оркестром Центрального телевидения и Всесоюзного радио под управлением Юрия Силантьева, оркестром Анатолия Кролла «Современник», ансамблем «Мелодия» под управлением Георгия Гараняна, биг-бендом Густава Брома (Чехословакия); много гастролировала по СССР и за рубежом. Сотрудничала с Павлом Аедоницким, Юрием Саульским и другими известными советскими композиторами-песенниками. Впервые исполнила ряд популярных эстрадных композиций, а также закадровых песен к кино- и телевизионным фильмам, в том числе «Я для тебя…» (М. Таривердиев — В. Некляев, 1971), «Если верить снам» (Э. Артемьев — Л. Дербенёв, к/ф «Человек-невидимка», 1984) «Смех» (Д. Запольских — Ю. Берг, 1986), «Песня лоточницы» (В. Лебедев — Ю. Ряшенцев, т/ф «Гардемарины, вперёд!», 1987), «Вот моя рука» (А. Зацепин — И. Резник, к/ф «Где находится нофелет?», 1988). Преподавала вокал на кафедре эстрады Российского университета театрального искусства — ГИТИС, театральном факультете московского Института современного искусства.
Умерла от рака 3 августа 2007 года. Похоронена в Кирове.

## Дискография
- 1979 — «Кругозор» № 6
  - «Я вам совсем не нравлюсь» (А. Кальварский — А. Ольгин)
- 1979 — «Лариса Кандалова»
  - «Полынь-трава» (В. Мылов — В. Лешенко)
  - «Старинная улица» (Э. Каландаров — М. Анчурин)
- 1980 — «Красная гвоздика» — VI Международный молодёжный фестиваль песни
  - «Цвети, земля моя» (П. Ермишев — М. Суворов)
- 1981 — «Ансамбль „Ялла“»
  - «Песня друзей» (Е. Ширяев — Н. Волков, В. Зубарев)
- 1981 — «Москва — София»
  - «Любовь — это ты» (Я. Дубравин, Д. Запольских — Л. Норкин)
- 1981 — «Лариса Кандалова»
  - «Солнечной дорогой» (А. Кальварский — Н. Денисов, Э. Нахамис)
  - «Да, это счастье!» (А. Кальварский — К. Рыжов)
  - «Мир без любимого» (А. Зацепин — Ю. Энтин)
- 1981 — «Песня на „бис“»
  - «Любовь — это ты» (Я. Дубравин, Д. Запольских — Л. Норкин)
- 1988 — «Гардемарины, вперёд!»
  - «Песня лоточницы» (В. Лебедев — Ю. Ряшенцев)
- 1989 — «Мне не хватает тебя…» Песни Павла Аедоницкого
  - «Жалейка» (И. Романовский)
- 1991 — «Исповедь сердец». Песни на стихи Л. Галковской
  - «Исповедь сердец» (В. Радзионтковский) — с Олегом Ухналёвым
- 1996 — «Мне не хватает тебя…» Песни Павла Аедоницкого
  - «Любовь — подруга понимания» (Р. Казакова)
- 1997 — «Валида». Песни Мурада Кажлаева
  - «Надеюсь и жду» (Б. Дубровин)
- 2007 — «Если рядом ты…» Песни Павла Аедоницкого
  - «Наша любовь» (А. Дементьев)
  - «Красно солнышко» (И. Шаферан)
  - «Француженка» (О. Митяев)

## Фильмография
- 1979 — Молодые артисты советской эстрады (т/ф) — песни «Полынь-трава», «Летний сад»

### Вокал
- 1982 — Повесть о молодых супругах — закадровая вокальная партия
- 1984 — Человек-невидимка — песня «Если верить снам»
- 1987 — Гардемарины, вперёд! — песня лоточницы
- 1988 — Где находится нофелет? — песня «Вот моя рука»
- 1992 — Цена сокровищ — песня «Офицерский романс»
- 1993 — Горячев и другие (т/с) — романс «О, Господь мой и Бог»
- 1994 — Роман «alla russa» — романс «Нет, эти слезы не мои»
- 2000 — Лукоморье. Няня — закадровая вокальная партия

## Награды
- Премия Ленинского комсомола Узбекистана
- Первая премия VI Всесоюзного конкурса артистов эстрады (Ленинград, 1979)

## Комментарии
1. ↑  Дата, указанная на надгробном памятнике[1]. В некоторых источниках — 2 августа[2].